# Gottfried II. (Perche)
Geoffroy II. (dt. Gottfried, engl. Geoffrey, † Oktober 1100) war von 1060 bis 1090 Graf von Mortagne und Herr von Nogent, sowie von 1090 bis 1100 Graf von Le Perche.

## Leben
Geoffroy war ein Sohn von Rotrou II., Graf von Mortagne und Vizegraf von Châteaudun, Herr von Nogent, und Adelise de Bellême, einer Tochter von Guérin de Domfront. Er wird 1060 in einem Dokument seines Vaters mit seinen Brüdern Hugues, Rotrou und Fulcois erwähnt. 1066 nahm er an der normannischen Eroberung Englands teil und kämpfte in der Schlacht von Hastings. Er zählt zu den 15 „proven companions“ Wilhelms des Eroberers und wurde vom neuen König mit Domänen in England belohnt.
1080 folgte er seinem Vater in Mortagne und Nogent, während sein jüngerer Bruder die Vizegrafschaft Châteaudun erhielt. Rotrou, der dritte Bruder, erwarb durch Heirat die Herrschaft Montfort-le-Rotrou.
Mit seinen beiden Brüder griff er die Domänen von Robert de Bellême, Herr von Bellême und Alençon an plünderte sie. Später versuchte er eine Wiederholung mit Hilfe von Élie de la Flèche, scheiterte aber. 1090 nahm er den Titel „Graf von Perche“ an und erhob damit den Anspruch, den rivalisierenden Grafen von Perche-Gouët aus der Familie Gouët überlegen zu sein.
Gegen Ende seines Lebens widmete er sich religiösen Stiftungen und schuf die erste Leprakolonie des Perche.

## Ehe und Familie
Geoffroy II. war mit Béatrice de Montdidier verheiratet, Tochter von Hilduin IV. de Montdidier, Graf von Roucy und Ramerupt, und Alix de Roucy. Ihre Kinder sind:
- Rotrou III. der Große († 1144), Comte du Perche
- Marguerite († nach 1156); ⚭ Henry de Beaumont, 1. Earl of Warwick († 1119) (Haus Beaumont); ihr Sohn war Rotrou, Erzbischof von Rouen
- Juliane oder Juliette du Perche († nach 1132); ⚭ Gilbert de l’Aigle, Seigneur de L’Aigle (Haus l’Aigle); ihre beiden Söhne, Geoffrey und Egenulf, starben 1120 beim Untergang des White Ship; ihre Tochter Marguerite de L’Aigle war Königin von Navarra als Ehefrau von García IV. (Haus Jiménez)
- Mathilde; ⚭ (1) Raymond I., Vicomte de Turenne († um 1122) (Haus Comborn); ⚭ (2) Guy IV de Lastours

### Weblink
- Charles Cawley, Medieval Lands, Perche (online)

| Personendaten    | Personendaten                            |
| ---------------- | ---------------------------------------- |
| NAME             | Gottfried II.                            |
| ALTERNATIVNAMEN  | Geoffroy de Mortagne, Geoffroy du Perche |
| KURZBESCHREIBUNG | Graf von Mortagne, Graf von Perche       |
| GEBURTSDATUM     | 11. Jahrhundert                          |
| STERBEDATUM      | Oktober 1100                             |